# Николаевка (Решетиловский район)
Николаевка (укр. Миколаївка) — село,
Поточанский сельский совет,
Решетиловский район,
Полтавская область,
Украина.
Код КОАТУУ — 5324284204. Население по переписи 2001 года составляло 190 человек.

## Географическое положение
Село Николаевка находится на расстоянии в 0,5 км от села Поточек и в 1,5 км от села Паськовка.
По селу протекает пересыхающий ручей с запрудой.